# Thalaba ibn Ubayd-Al·lah al-Judhamí
Thalaba ibn Salama al-Judhamí, també conegut simplement com a Thalaba al-Judhamí o Thalaba fou un militar andalusí.
Quan Saragossa es revoltà el 777 contra l'emir Abd-ar-Rahman I ad-Dàkhil, aquest el va enviar a pacificar la ciutat, però Sulayman al-Arabí, en una sortida de cavalleria, el va capturar i els saragossans resistiren el setge. Al-Judhamí fou enviat en presència de Carlemany per demostrar la determinació dels revoltats al suport franc, però, com que en arribar a la ciutat els musulmans no se li reteren, el rei franc va assetjar la ciutat infructuosament el 778, i en la seva retirada patí una nova derrota a la batalla de Roncesvalls.
Finalment, al-Judhamí va derrotar Hussayn ibn Yahya al-Ansarí, valí de Saragossa el 781, quan l'emir va enviar-lo a prendre la ciutat.